# Буковіт
Буковит — рідкісний мінерал, селенід з формулою Tl2Cu3FeSe4.
Мінерал має металевий блиск, з кольором від коричневого до чорного, кристалізується в тетрагональній системі.
Вперше він був описаний в 1971 році для прояву в урановому руднику «Буков», родовище Рожна, регіон Височина, Моравія, Чехія. Також повідомлялося про знахідки у Скрікерумі, поблизу Трісерума, Кальмар, Швеція; поблизу Верне-ла-Варенн, Пюї-де-Дом, Франція; в Тумініко, Сьєрра-де-Качо, провінція Ла-Ріоха, Аргентина.